# پائولو دوندارینی
پائولو دوندارینی (به ایتالیایی: Paolo Dondarini) (متولد ۱ اکتبر ۱۹۶۸ در بولونیا) مدیر ورزشی و داور سابق فوتبال ایتالیاست.
او از جمله کسانی است که نامشان در پرونده فساد فوتبال ایتالیا مطرح شد.